# Phialacanthus
Phialacanthus es un género de plantas fanerógamas perteneciente a la familia Acanthaceae. El género tiene cinco especies de hierbas.

## Especies
- Phialacanthus griffithii
- Phialacanthus major
- Phialacanthus minor
- Phialacanthus pauper
- Phialacanthus wrayi